# Giro del Veneto 1980
Il Giro del Veneto 1980, cinquantatreesima edizione della corsa, si svolse il 6 settembre 1980 su un percorso di 234 km. La vittoria fu appannaggio dell'italiano Carmelo Barone, che completò il percorso in 6h18'00", precedendo i connazionali Pierino Gavazzi e Silvano Contini.

## Ordine d'arrivo (Top 10)
| Pos. | Corridore          | Squadra              | Tempo    |
| ---- | ------------------ | -------------------- | -------- |
| 1    | Carmelo Barone     | Sanson-Campagnolo    | 6h18'00" |
| 2    | Pierino Gavazzi    | Magniflex-Olmo       | a 1'28"  |
| 3    | Silvano Contini    | Bianchi-Piaggio      | a 2'11"  |
| 4    | Claudio Bortolotto | San Giacomo-Benotto  | s.t.     |
| 5    | Silvano Cervato    | Gis Gelati           | a 2'15"  |
| 6    | Giuseppe Saronni   | Gis Gelati           | s.t.     |
| 7    | Alf Segersäll      | Bianchi-Piaggio      | s.t.     |
| 8    | Giovanni Battaglin | Inoxpran             | s.t.     |
| 9    | Clyde Sefton       | San Giacomo-Benotto  | s.t.     |
| 10   | Corrado Donadio    | Famcucine-Campagnolo | s.t.     |